# Acrapex mischus
Acrapex mischus là một loài bướm đêm thuộc họ Noctuidae. Nó là loài đặc hữu của Oahu.
Sải cánh dài 28.5 mm đối với con đực và 30–33 mm đối với con cái.